# Голубєв Іван Петрович
Іван Петрович Голубєв (1917—1985) — український радянський будівельник, Герой Соціалістичної Праці, Заслужений будівельник УРСР, засновник комбінату «Жданівбуд».

## Біографія
Народився в 1917 році на Смоленщині. Втікаючи від колективізації, на початку 1930-х років опинився на Уралі і навчався в Свердловському будівельному технікумі. Свою трудову біографію розпочав з будівництва доріг в тресті «Сибіршляхбуд».
В 1937 році Іван Петрович опинився в Маріуполі де почав працювати в тресті «Доменбуд» пересічним робітником. До початку радянсько-німецької війни Іван Голубєв, маючи за плечима досвід будівництва доменних печей № 3 та № 4 на «Азовсталі», працював вже начальником тресту.
Ім'я Івана Голубєва прогриміло на весь СРСР наприкінці 1943 року. Йдучи з Маріуполя, німці підірвали доменну піч № 4, яку свого часу будував Голубєв. Піч змістило з місця, але не зруйнувало. Для того, щоб відновити її, потрібно було розібрати стару і на її місці побудувати нову. Повернувшись з евакуації на Урал Голубєв оглянув піч і разом з трьома інженерами склав проект відновлення домни — несподіваний і нетрадиційний. Він запропонував підняти домну домкратами і поставити на фундамент. Економія коштів, а головне — часу. Доменну піч поставили так, як і припускали. У результаті — Сталінська премія всім розробникам проекту. А монтаж доменної печі № 4 на «Азовсталі» увійшов, як приклад, в усі підручники з будівництва та історії СРСР.
В 1958 році очолив найбільший у Жданові будівельний трест «Жданівметаллургбуд». У 1962 році після об'єднання декількох будівельних організацій, Голубєв стає директором тресту «Жданівбуд» — величезний будівельний трест, який будував у місті все — житлові квартали з відповідною інфраструктурою, промислові об'єкти. Завдяки Голубєву місто, закінчується Парковим селищем і Шишманкою (територія приватного сектора від ПДТУ до площі Воїнів-визволителів), стрімко ступив на захід і південь, об'єдналися селища колони «А» (селище в районі центральної прохідної комбінату імені Ілліча) і «Б» (приватний сектор біля Іллічівського ринку) з містом. З'явилися нові проспекти Нахімова, Бойко, Металургів, Перемоги.
Голубєв керував будівництвом двох найбільших у Європі та світі об'єктів, що знаходяться в Маріуполі — у серпні 1966 року «Жданівбуд» здав в експлуатацію аглофабрику заводу ім. Ілліча, в 1973-му — листопрокатний цех «3600» на «Азовсталі». 
Помер у 1985 році.

## Нагороди
В 1966 році Іван Голубєв був удостоєний звання Героя Соціалістичної Праці. Нагороджений орденами Леніна, Трудового Червоного Прапора, медалями.

## Вшанування пам'яті

меморіальна дошка

На будинку по проспекту Миру, 9/22, де з 1962 по 1985 рік працював Іван Голубєв встановлено меморіальну дошку.